# Mis-Teeq
Pour l’article ayant un titre homophone, voir Mystique.
Mis-Teeq est un ancien girl group de RnB britannique, originaire de Londres, en Angleterre. À l'origine un quatuor, le groupe devient un trio composé des membres Alesha Dixon, Su-Elise Nash et Sabrina Washington. Elles comptent deux albums studio et neuf singles ensemble. En janvier 2005, elles annoncent officiellement leur séparation, préférant poursuivre des carrières en solo.

## Histoire

### Formation et débuts (1997—2000)
Alesha Dixon et Sabrina Washington se rencontrent en 1997 aux studios de Dance Attic (une classe de danse populaire dans l'Ouest londonien) grâce à Louise Porter qui les a recruté pour sa société Big Out Ltd.. Alors qu'elles commencent à enregistrer un album démo intitulé Inspiration, elles rencontrent Su-Elise Nash au cours d'une audition, et ensemble forment un trio. Peu après, elles signent chez Telstar avec un nouveau membre Zena McNally, et deviennent le groupe de RnB Mis-Teeq.

### Lickin' on Both Sides(2001—2002)
Après des mois d'enregistrement — incluant des sessions avec le duo de producteurs norvégiens Stargate, Ed Case, Blacksmith, Rishi Rich, et Ceri Evans —, Mis-Teeq a finalement sorti son premier single Why?. À l'origine, une chanson RnB, une version remix par Matt « Jam » Lamont, fait beaucoup de bruit dans la scène underground britannique, ce qui les conduit à faire un second clip pour la chanson, sorti peu après. Tandis que Why? devient un tube sur les Charts Single britanniques, atteignant le Top 10 avec un pic à la place No 8 malgré le manque d'appui des médias, Zena décide de quitter le groupe au printemps 2001.
Les trois membres restantes sortent leur second single All I Want en juin 2001. La chanson surpasse la première : elle devient un tube en étant no 2 des hits britanniques, entrant simultanément dans le Top 30 de l'Australian singles chart. Le 27 octobre 2001, Mis-Teeq sort son premier album Lickin' on Both Sides. L'album devient un succès avec 600 000 copies vendues, devenant double disque de platine au Royaume-Uni. Cependant, le succès ne parvient pas à s'internationaliser, les ventes hors Royaume-Uni étant faibles.
Néanmoins, Mis-Teeq voit le succès international avec le troisième single One Night Stand, produit par Stargate. Alors que le single atteint la 5e place sur les Charts Single britanniques, il entre aussi dans le Top 20 en Australie, Nouvelle-Zélande, Norvège et Danemark. En 2002, le 4e single, Be with Me, poursuit les ventes remarquables du groupe avec une autre entrée Top 10 au Royaume-Uni. La dernière sortie de Lickin' on Both Sides est la double Roll on / This Is How We Do It, qui sera plus tard reprit pour la bande originale du film Ali G (Ali G Indahouse) en 2002.

### Eye Candyet séparation (2003—2005)
Revenant d'une courte pause, Mis-Teeq sort son deuxième album studio, Eye Candy, le 23 mars 2003. On y retrouve des productions de Stargate, Ed Case, Salaam Remi, le chanteur Joe, et Jermaine Dupri et entra directement à sa meilleure place (no 6) sur les single charts britanniques, recevant par la suite une certification d'or. Alors que les ventes d’Eyes Candy échouent face au succès soudain de Lickin' on Both Sides, le single Scandalous devient le plus grand succès du groupe. Il atteint le Top 10 au Royaume-Uni, Irlande, Nouvelle-Zélande, Australie et Danemark.
En juin 2003, le second single de l'album Can't Get It Back devient le 7e et dernier single du Top 10. À l'origine, un remake non sorti du même titre de Blaque datant de 2002, Mis-Teeq et Telstar acceptent de ne pas utiliser la version album, préférant l'alternatif Ignorants Radio Edit comme un single officiel. La chanson a été incluse sur une version spéciale d’Eye Candy qui est sortie en décembre de la même année et a engendré un troisième single avec Style. Cependant, la chanson n'est pas rentrée dans le Top 10 britannique, atteignant seulement la place no 13.
Scandalous sort aux États-Unis en mai 2004 sous le label Reprise Records. Il atteint la place no 35 du Billboard Hot 100 Singles Chart en juin, et est leur seul hit US. La chanson a été choisie comme thème du film Catwoman, avec pour premier rôle Halle Berry en été 2004. Après la sortie de Scandalous, Telstar met la clé sous la porte en 2005, laissant ainsi le groupe sans label. Le groupe décide alors de se séparer. Après l'annonce de cette séparation, elles sortent une compilation Greatest Hits, contenant une nouvelle chanson, Shoo Shoo Baby, référence aux The Andrews Sisters des années 1940. Elles ont été récompensées en 2005 par les Soul Train Lady of Soul pour « Best 'R&B/Soul Album - Group, Band or Duo' » pour leur album Mis-Teeq.
Une version retouchée de leur single Scandalous peut être entendue dans le nouveau film publicitaire de Giorgio Armani. Cette version est aussi entendue dans le jeu Grand Theft Auto V (2013).
Le 9 février 2011, des rumeurs quant àà une éventuelle reformation du groupe à l'occasion d'une tournée sont rapportées, mais démenties par Dixon. Deux ans plus tard, Dixon déclare qu'elle n'excluait jamais une réunion. En septembre 2014, Su-Elise explique dans une interview avec Fashion Plus Magazine que le groupe prévoyait une réunion et qu'un album était en cours.

## Télé réalité
En 2007, Alesha participe et gagne le concours de dance pour célébrités, Strictly Come Dancing, où il y avait aussi Stephanie Beacham. En 2009, Sabrina participe au célèbre jeu d'aventure pour célébrités, I'm a Celebrity… Get Me Out of Here!. Elle est éliminée quelques jours avant la finale. Il y avait également Kim Woodburn et l'acteur George Hamilton.

## Discographie

### Albums studio
| Année | Titre                   | UK | US [réf. nécessaire] | AUS [réf. nécessaire] |
| ----- | ----------------------- | -- | -------------------- | --------------------- |
| 2001  | Lickin' on Both Sides   | 3  | -                    | 152                   |
| 2003  | Eye Candy               | 6  | -                    | 100                   |
| 2004  | Mis-Teeq                | -  | 125                  | -                     |
| 2005  | Greatest Hits           | 28 | -                    | -                     |
| 2007  | Untitled Mis-Teeq Album | -  | -                    | -                     |

### Singles
| Année | Titre                          | UK [réf. nécessaire] | U.S. [réf. nécessaire] | AUS [réf. nécessaire] | Album                 |
| ----- | ------------------------------ | -------------------- | ---------------------- | --------------------- | --------------------- |
| 2000  | Why?                           | 8                    | -                      | -                     | Lickin' on Both Sides |
| 2001  | All I Want                     | 2                    | -                      | 31                    | Lickin' on Both Sides |
| 2001  | One Night Stand                | 5                    | -                      | 17                    | Lickin' on Both Sides |
| 2002  | B With Me                      | 5                    | -                      | 19                    | Lickin' on Both Sides |
| 2002  | Roll On / This Is How We Do It | 7                    | -                      | 42                    | Lickin' on Both Sides |
| 2003  | Scandalous                     | 2                    | 35                     | 9                     | Eye Candy             |
| 2003  | Can't Get It Back              | 8                    | -                      | 80                    | Eye Candy             |
| 2003  | Style                          | 13                   | -                      | -                     | Eye Candy             |